# Ernst & Young
Ernst & Young este una dintre cele mai mari companii de consultanță financiară și audit din lume.
Compania a fost creată în anul 1989 prin fuziunea companiilor Arthur Young și Ernst & Whinney,
companii fondate în anul 1906 și respectiv 1903.
Compania este prezentă și în România.
Compania face parte din grupul celor mai mari patru firme de audit din lume numit Big Four, alături de KPMG, PricewaterhouseCoopers (PwC) și Deloitte Touche Tohmatsu.
Număr de angajați în 2008: 130.000 în 140 de țări
Cifra de afaceri în 2007: 21,1 miliarde USD
În aprilie 2007, compania a primit amendă de 20.000 RON de la Inspectoratul Teritorial de Muncă București pentru "nerespectarea dispozițiilor privind munca suplimentară și a prevederilor legale privind acordarea repausului săptămânal".
Amenda a urmat la câteva zile după care Raluca Stroescu, angajată ca manager la Ernst & Young, a murit pe fondul slăbirii accentuate, după ce lucrase intensiv în ultimele trei săptămâni la un proiect important de audit